# Tibet-Terrier
Der Tibet-Terrier ist eine von der FCI anerkannte Hunderasse aus Tibet (FCI-Gruppe 9, Sektion 5, Standard Nr. 209). Zusammen mit dem Tibet-Mastiff erfüllte er seine Aufgabe als Wächter von Viehherden im Hochgebirge. Großbritannien zeichnet für den Rassestandard in der FCI verantwortlich (hat also das Patronat).

## Herkunft und Geschichtliches
Der Tibet-Terrier ist ursprünglich ein aus Tibet stammender Hütehund und nicht, wie der Name es vermuten ließe, ein Terrier. Aus diesem Grund heißt er in Tibet, wo er in Höhen um die 4500 m gehalten wurde, auch Tibet-Apso oder Doki-Apso. Die rauen Bedingungen trugen zur Entwicklung dieses Hundes mit seinem üppigen, doppelten Haarkleid bei. Die Ursprünge der Rasse sind weitgehend unbekannt, die Darstellungen variieren dabei von heiligen Tempelhunden in tibetischen Klöstern bis zu gewöhnlichen Hofhunden, aber wahrscheinlich waren es eher Klosterhunde und Hofhunde, da ihre kleineren, sozusagen Halbgeschwister, die Lhasa Apsos als Palasthunde angesehen wurden.
Seine Arbeit bestand darin, Viehherden zu bewachen, jedoch nicht zu treiben, wie man es von europäischen Schäferhunden kennt. Die Tibet-Terrier lebten in einem kleinen Rudel mit bei der Herde. Die typischen Hüteaufgaben erledigte sein „großer Bruder“, der Tibet-Mastiff, welcher Fremde der Herde fernhielt und die Herde trieb. Einzelne Tiere wurden von dem kleinen Tibet-Terrier durchaus zur Herde zurückgetrieben.
Mitte der zwanziger Jahre kamen die ersten Hunde nach England. 1930 wurde die Rasse vom Kennel Club of India anerkannt und ein Jahr später in England. Die ersten zwei Tibet-Apsos in Europa galten als Dankbarkeitsgeschenk einer englischen Ärztin, die in Tibet war. Von einem Tibeter bekam sie gleich zwei Hunde geschenkt, da diese Arbeitshunde selten oder nie verkauft, sondern nur verschenkt wurden. Die Grundlage für die Rassezüchtungen in Europa bildeten wahrscheinlich genau diese beiden Hunde. Statt Tibet-Apso wurde dort als Rassebezeichnung fälschlicherweise Tibet-Terrier eingetragen.

## Beschreibung
Der Tibet-Terrier ist ein robuster mittelgroßer Hund mit einer Schulterhöhe von bis zu 41 Zentimetern (selten auch etwas größer) und einem Gewicht von bis zu elf Kilogramm bei den Hündinnen und 15 Kilogramm bei den Rüden. Die Farbe der Tiere ist sehr variabel, die Palette reicht von weiß über gold, grau, creme, rauchfarben bis schwarz. Auch schwarz-weiße und dreifarbige Tiere erfüllen die Rassestandards, einzig schoko- und leberbraune Tiere sind nicht akzeptiert. Die Tiere besitzen ein doppeltes Haarkleid mit üppigem, dichtem Deckhaar, welches lang, glatt oder gewellt ist. Die Unterwolle ist fein und wollig. Das Fell wird sehr lang, sollte aber nicht wie beim Lhasa Apso oder Malteser bis zum Boden hängen. Auch der Kopf ist von langem Haar bedeckt, das jedoch weder über die Augen fallen darf noch den Hund beim Sehen einschränken darf.
Ein wichtiges Kennzeichen sind eine schwarze, ledrige Nase sowie schwarze Augenringe. Die seitlich dicht am Schädel anliegenden Ohren sind hängend und V-förmig. Sie sind in der Regel mit langen Haaren bestückt. Die Rute wird eingerollt über dem Rücken getragen. Als besondere Eigenschaft besitzen die Tiere sehr breite und flache Pfoten, die ihnen in ihrer Heimat eine optimale Fortbewegung im Schnee ermöglichen. Diese Fußform ist bei keiner anderen Hunderasse zu finden.

## Wesen
Heute ist er auch Familienhund, manchmal mit „eigenem Kopf“, lässt sich aber trotzdem gut erziehen, wobei es aber einiger Konsequenz bedarf. Der Tibet-Terrier ist eine gesunde, robuste Rasse mit einer langen Vergangenheit als Gebrauchshund, aus einer rauen und kargen Umwelt. Er ist fröhlich, intelligent und lernwillig, sehr verspielt, anhänglich und kinderlieb, zurückhaltend gegenüber Fremden, aber niemals aggressiv oder streitsüchtig. Zudem erweist er sich als aufmerksamer und zuverlässiger Wachhund.

## Gesundheit
Der Tibet-Terrier gehört zu den robusteren Hunderassen. Vor allem durch die Züchtungen, die einen optimalen Rassestandard gewährleisten sollen, verlangen die meisten Zuchtvereine von ihren Mitgliedern, dass diese an Kontrollmaßnahmen zu genetisch bedingten Erkrankungen teilnehmen.
Dazu gehören:
- die Hüftgelenksdysplasie
- die habituelle Luxation der Kniescheibe (Patellaluxation)
- der fortschreitende Gewebsschwund (Atrophie) an der Retina (Progressive Retinaatrophie – PRA).
- die Verlagerung der Augenlinse (Linsenluxation)
- Canine Ceroid-Lipofuszinose (CCL), eine unheilbare tödlich verlaufende Erbkrankheit welche Körperzellen, insbesondere Nervenzellen schädigt[1]
- Kongenitales Vestibularsyndrom, eine Erbkrankheit des Innenohrs mit Gleichgewichtsstörungen und unter Umständen Taubheit.